# Python regius
Il pitone reale (Python regius Shaw, 1802), detto anche pitone palla per via della posa caratteristica che assume, se disturbato, nascondendo la testa tra le spire, è un serpente costrittore della famiglia dei Pitonidi.
È la specie di pitone più piccola del continente africano, crescendo fino a una lunghezza massima di 150 cm per un peso di circa 2 kg.

## Descrizione
È un pitone di modeste dimensioni, che difficilmente supera i 180 cm di lunghezza.
Sul ventre presenta due speroni, che non sono altro che arti posteriori vestigiali, i quali tendono ad essere più lunghi nei maschi. La squama rostrale è grande e nettamente in rilievo. Le squame internasali sono lunghe ed appuntite. Le prefrontali sono parimenti grandi e chiaramente sporgenti. Dietro segue una banda di squame di forma irregolare, che verosimilmente rappresentano le prefrontali posteriori. La squama frontale è quasi sempre grossa e divisa in due, ma può anche essere costituita solo come un gruppo di squame diversamente più grosse ed irregolari. Le sopraoculari sono grosse e indivise o consistono in numerose piccole squame.
Possiede un colorito brunastro con macchie e striature nere che gli donano una livrea particolarmente piacevole alla vista, inoltre ha una testa dalla peculiare forma detta a cuore, che lo contraddistingue rispetto soprattutto ai boidi.

## Biologia
È un ofide molto longevo, che in condizioni ottimali può vivere anche 20 o 30 anni. Raggiunge la maturità per l'accoppiamento intorno all'anno di vita per i maschi e 3 anni per le femmine; è oviparo, la femmina depone in media 6/7 uova, con un minimo di 1 fino ad un massimo di 12, covandole per circa 60 giorni fino alla schiusa, generando calore con movimenti muscolari.
Si tratta di un cacciatore notturno che utilizza un organo di senso speciale che gli permette di percepire il calore delle prede. Si nutre prevalentemente di mammiferi appartenenti alla microfauna africana che uccide per costrizione, talvolta anche di piccoli volatili essendo un animale semi-arboricolo, soprattutto nella sua fase giovanile (anche se passa la maggior parte della vita nascosto in tane scavate nel terreno da altri animali e successivamente abbandonate).

## Distribuzione e habitat
È originario dell'Africa subsahariana occidentale , in particolare il suo ampio areale comprende zone di: Benin, Camerun, Repubblica Centroafricana, Congo, Costa D'Avorio, Gambia, Ghana, Guinea, Liberia, Mali, Nigeria, Senegal, Sierra Leone, Sudan del Sud, Togo ed Uganda. Predilige praterie, savane e aree con scarsa vegetazione.

## In cattività

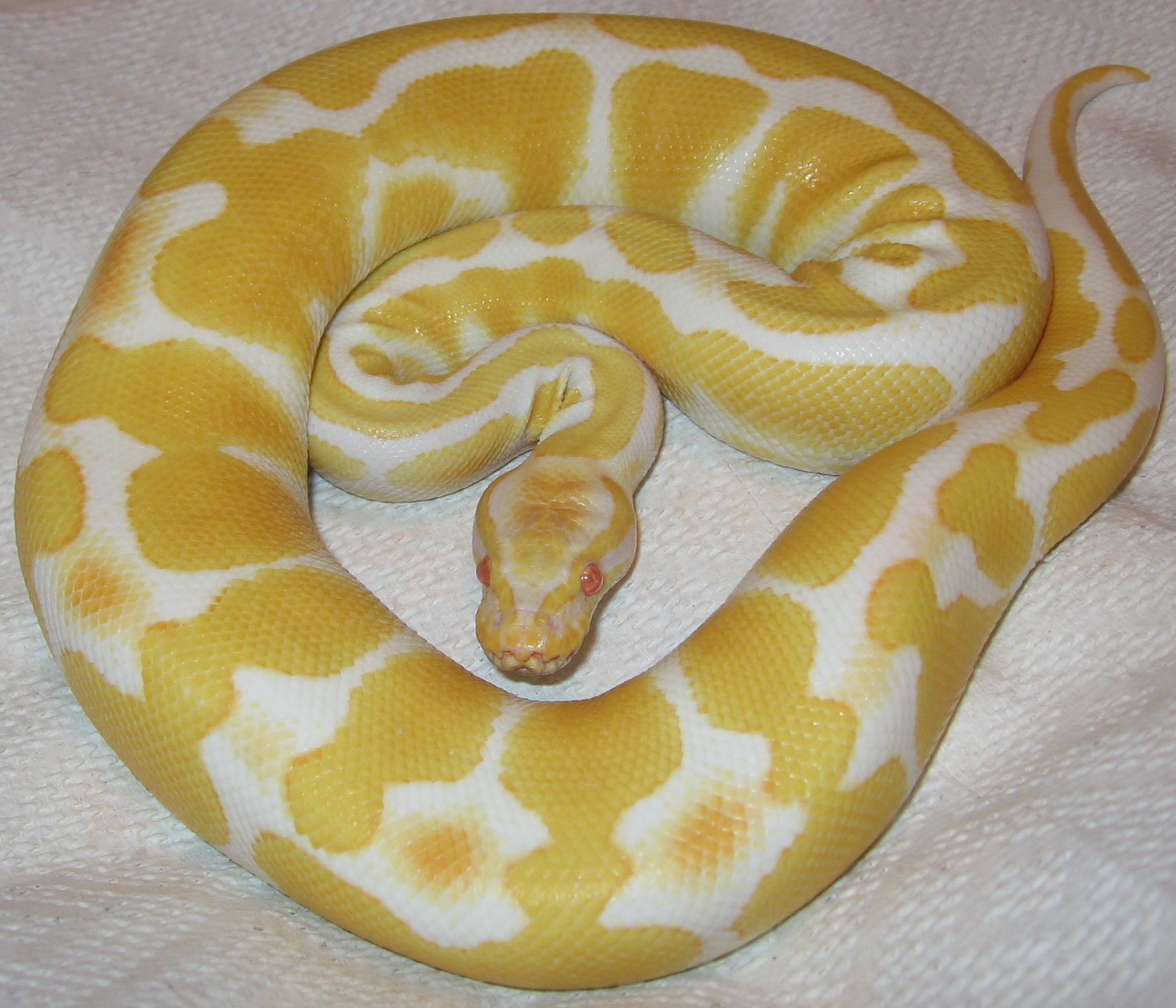
Esemplare albino in cattività

Il carattere timido, difficilmente aggressivo, le modeste dimensioni e le migliaia differenti variazioni genotipiche (dette comunemente Morph) lo rendono un rettile particolarmente indicato per l'allevamento da parte degli amatori, anche se non è consigliato maneggiarli per lungo tempo in quanto risultano essere facilmente stressabili. Questo potrebbe portare anche a prolungati digiuni. Si nutre principalmente di piccoli roditori come gerboa, topi o gerbilli. Una dieta variegata sarà ottimale per il pitone. Può saltare dei pasti (ma non c'è da allarmarsi) nel periodo antecedente alla muta (ecdisi) o nella fase di adattamento alle nuove condizioni di vita se parliamo di un individuo in cattività; talvolta da novembre a marzo smette volontariamente di nutrirsi senza che ciò rechi danno alla sua salute.